# Vlag van Beverwijk

De vlag van de gemeente Beverwijk

De vlag van Beverwijk werd op 8 oktober 1948 door de gemeenteraad van de Noord-Hollandse gemeente Beverwijk aangenomen. Het dundoek is gebaseerd op het schildhoofd van het gemeentewapen: rood met drie witte leliën.
Het ontwerp is van Mr. H.J.J. Scholtens. De drie lelies werden in 1332 al door de plaats Beverwijk gebruikt op het wapen. Het wapen zelf heeft meer elementen gekregen die niet expliciet naar de gemeente verwijzen, zoals de leeuwen van Holland en Henegouwen. De lelies zijn door deze toevoegingen naar het schildhoofd verplaatst.
Over de vlag bestaat controverse. De lelies zouden net andersom horen, twee lelies boven, eentje onder.

## Verwante afbeeldingen

Het wapen van Beverwijk